# Släpesjön
Släpesjön är en sjö i Mullsjö kommun i Västergötland och ingår i Göta älvs huvudavrinningsområde. Sjöns area är 0,072 kvadratkilometer och den befinner sig 224 meter över havet.